# Ruch Czerwcowy
Ruch Czerwcowy (duń. JuniBevægelsen, J) – duński eurosceptyczny ruch polityczny działający w latach 1992–2009 i należący do Demokratów UE.
Organizacja powstała 23 sierpnia 1992 jako kontynuatorka grupy Danmark 92, która powstała w 1991 na skutek rozłamu w Ruchu Ludowym przeciw UE. Ruch konsekwentnie sprzeciwiał się traktatowi z Maastricht. Brał udział wyłącznie w wyborach do Parlamentu Europejskiego. W 1994 wprowadził do PE 2 swoich przedstawicieli, w 1999 wynik wyborczy przyniósł mu 3 mandaty, zaś w 2004 jego europarlamentarna reprezentacja zmniejszyła się do 1 osoby.
Wśród działaczy Ruchu Czerwcowego znajdowali się Jens-Peter Bonde, Hanne Dahl i Ulla Sandbæk. Europarlamentarzyści organizacji wchodzili w skład eurosceptycznych frakcji, tj. Grupa Niezależnych na rzecz Europy Narodów (IV kadencja), Grupa na rzecz Europy Demokracji i Różnorodności (V kadencja), Niepodległość i Demokracja (VI kadencja).
W 2009 ugrupowanie poniosło wyborczą porażkę. 5 września tego samego roku zostało rozwiązane.